# Kerk van Harkstede
De kerk van Harkstede in de Groningse gemeente Midden-Groningen werd gebouwd aan het einde van de 17e eeuw. Het is de derde kerk op deze plek. De eerste kerk stamde uit de Middeleeuwen. Die werd afgebroken in 1691, waarna de huidige kerk werd gebouwd. De toren dateert uit de tijd van de eerste kerk en werd gebouwd rond 1250. De toren stond los van de kerk totdat de huidige kerk ertegenaan werd gebouwd.
De borgheer van Klein Martijn bij Harkstede, Henric Piccardt, die tevens collator was van de kerk van Harkstede, besloot rond 1690 om de oude 13e-eeuwse kerk van Harkstede af te breken. Op 25 oktober 1691 vond de laatste dienst plaats in de oude kerk. De toren bleef gespaard en diende nog lange tijd als cachot. In opdracht van Piccardt en zijn echtgenote Anna Elisabeth Rengers werd in de jaren daarna op dezelfde plaats een nieuwe gotische kerk tegen de oude toren aan gebouwd door meestermetselaar Henric Coeur en meestertimmerman Geert van der Aa. De eerste steen werd gelegd op 25 oktober 1692, maar vanaf 1694 (gevelsteen) lijkt het werk pas goed te zijn opgepakt. In 1695 werd een gebrandschilderd glas geplaatst waarin Piccardt en vrouw zich 'heer en vrouw deser kerck en plaetse' noemen. In 1700 werd de kerk in dienst gesteld.
Het echtpaar liet in de kerk tegelijkertijd een werkkamer en een mausoleum bouwen. Na hun overlijden in respectievelijk 1704 en 1712 zijn hun gebalsemde lichamen in dit mausoleum bijgezet. Voor zover bekend is het de enige kerk in Nederland waarbinnen de opdrachtgever een eigen werkkamer had.
Boven de ingang van de kerk (zie: afbeelding) zijn de wapens aangebracht van het echtpaar Piccardt-Rengers. Daarboven is een reliëf van een offertafereel met Elia en Johannes de Doper.
In de kerk bevindt zich een herenbank, de Piccardtbank. Op de verdieping erboven bevond zich de werkkamer van Piccardt en naast de herenbank was een vertrek voor hem met een privaat ingericht. De preekstoel en de kas van het orgel zijn een ontwerp van de Groninger stadsbouwmeester Allert Meijer, die veel kerkmeubilair van Groninger kerken heeft ontworpen. Het orgel is in 1696 gebouwd door Arp Schnitger. Van het oorspronkelijke instrument is na de verbouwing door Marten Eertman in 1908 weinig overgebleven, al liet hij de orgelkas intact.
Volgens de Groninger rijksarchivaris Adolf Pathuis en de Harksteder dominee B. Ronner zou de kerk een afspiegeling zijn van de Tempel van Salomo, die volgens het Bijbelse verhaal de afmeting van 60 bij 20 bij 30 el had, wat overeenkomt met 30 bij 10 bij 15 meter. De kerk van Harkstede meet 22 bij 7 bij 11 meter en zou dan ongeveer een derde van deze grootte hebben. In de bronnen over de kerk komt echter nergens een verwijzing voor naar de tempel van Salomo, al zou een Bijbeltekst over de tempelbouw van Salomo die Piccardt liet opnemen in de kerk hiernaar kunnen verwijzen: 2 Kronieken 7: 12, waar staat: : Ik heb uw gebed verhoord, en heb Mij deze plaats verkoren tot een offerhuis' (Statenvertaling).

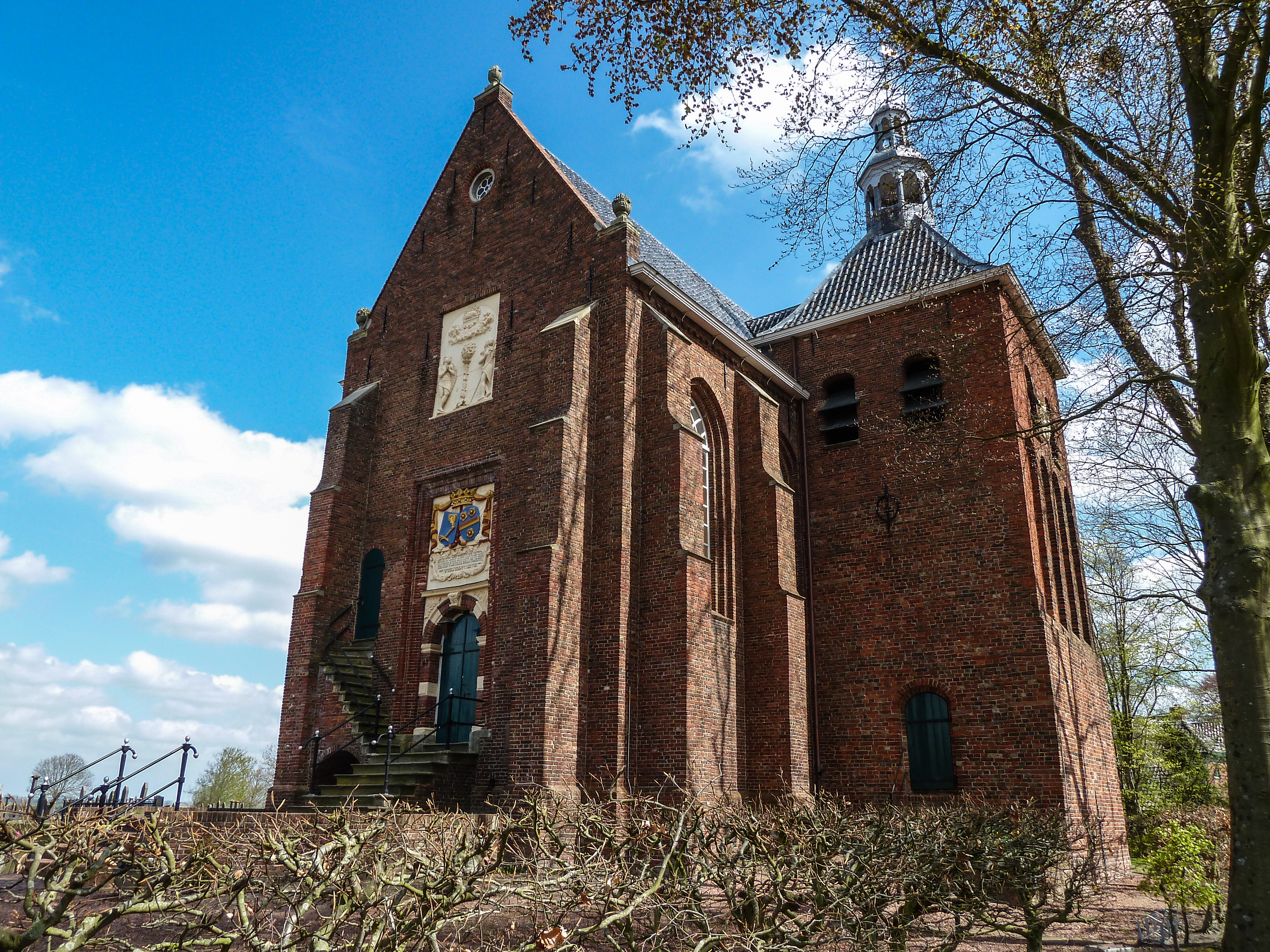
Aanzicht vanaf de weg met links de ingangspartij en rechts de 13e-eeuwse toren
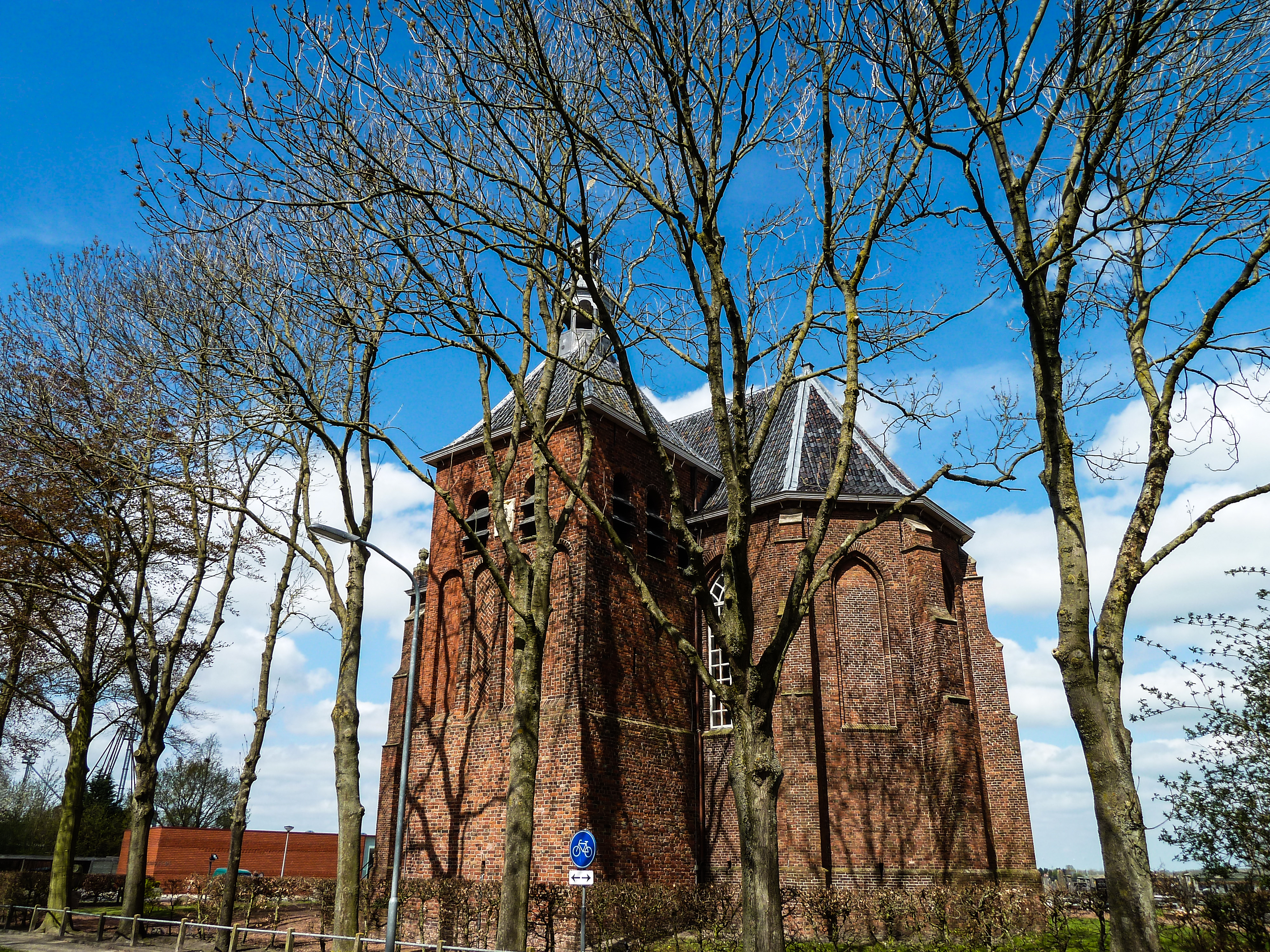
Aanzicht vanaf de weg met links de toren
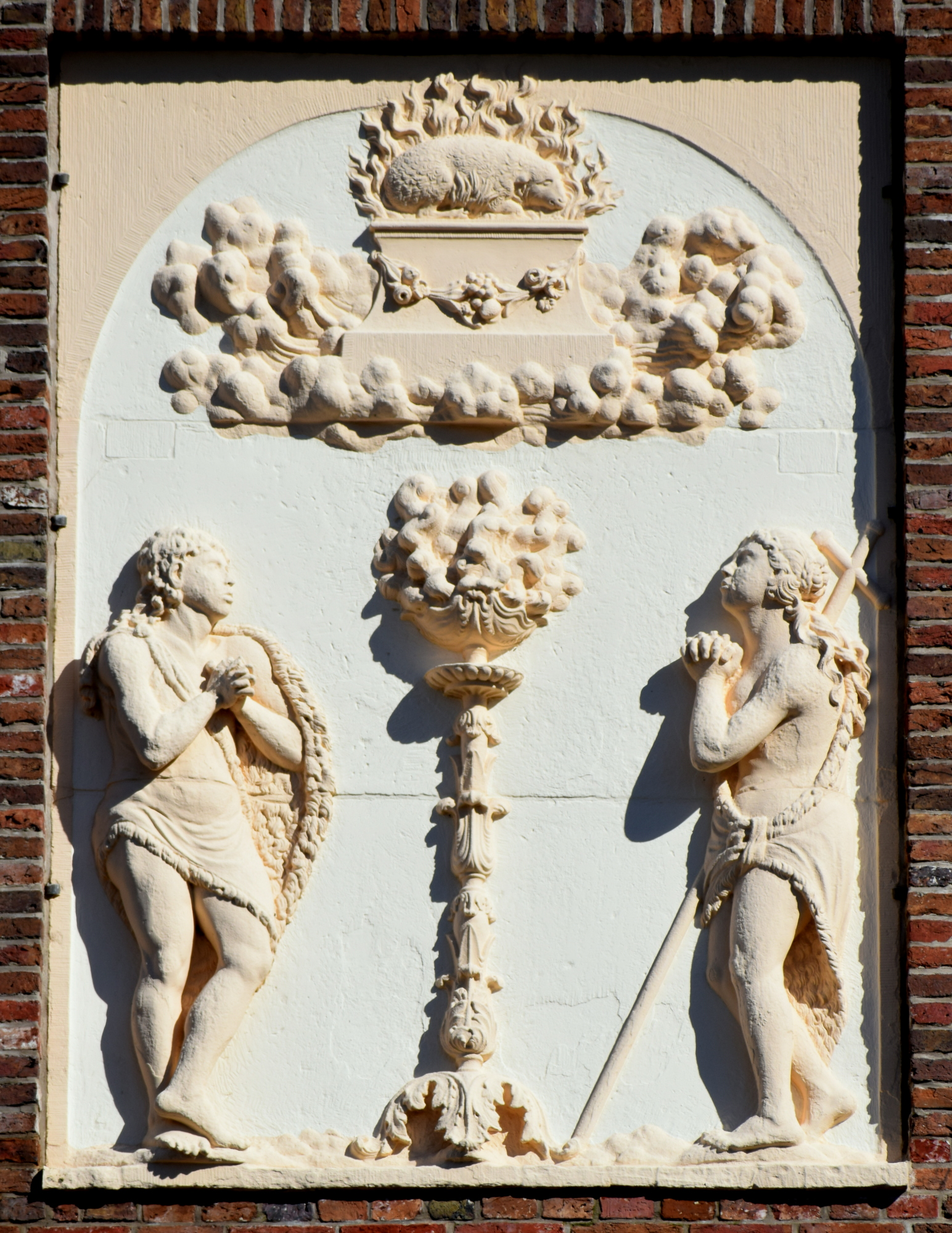
Gevelsteen met reliëf met offertafereel
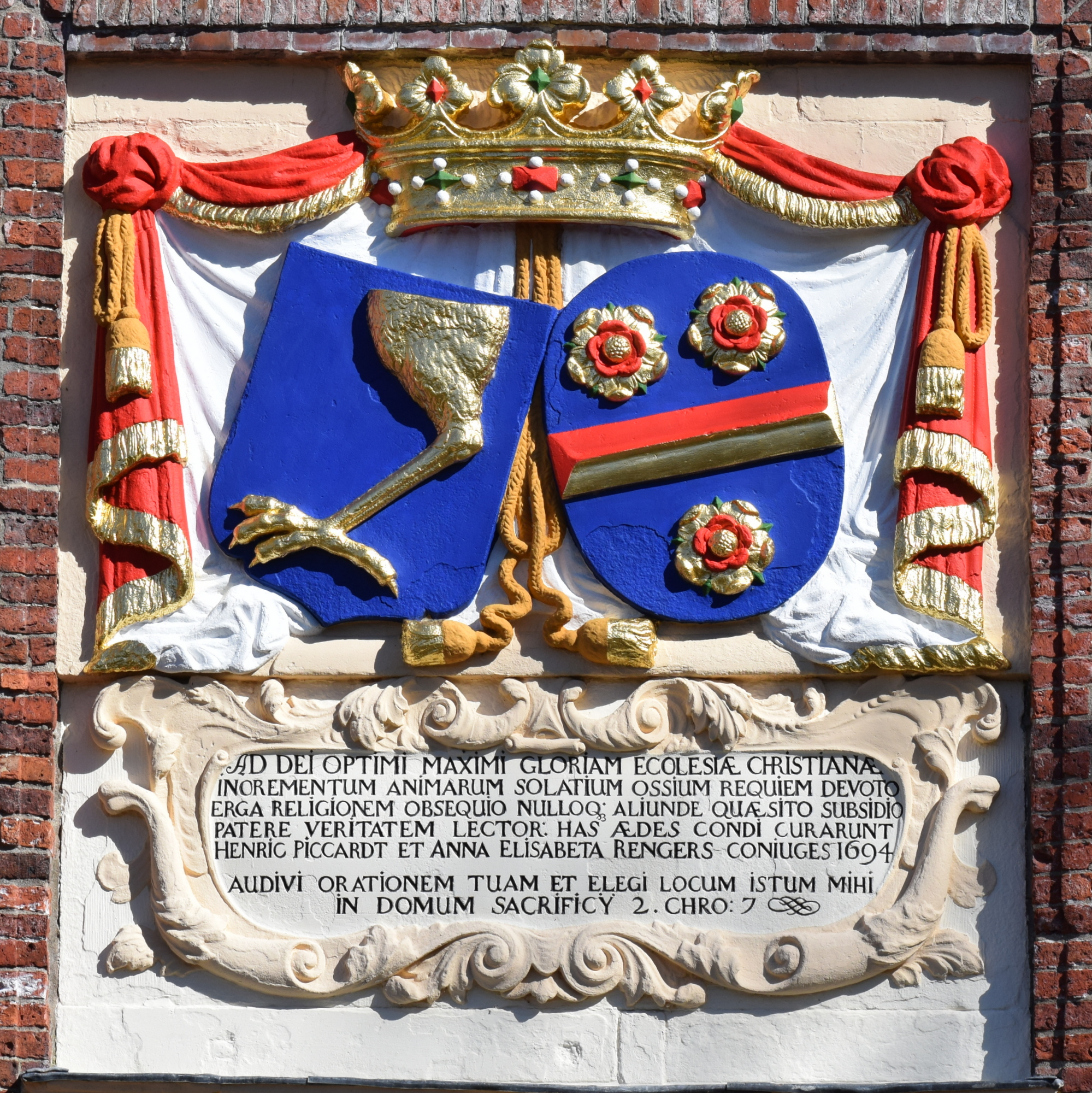
Gevelsteen met wapens Piccardt en Rengers en gedenkjaar 1694
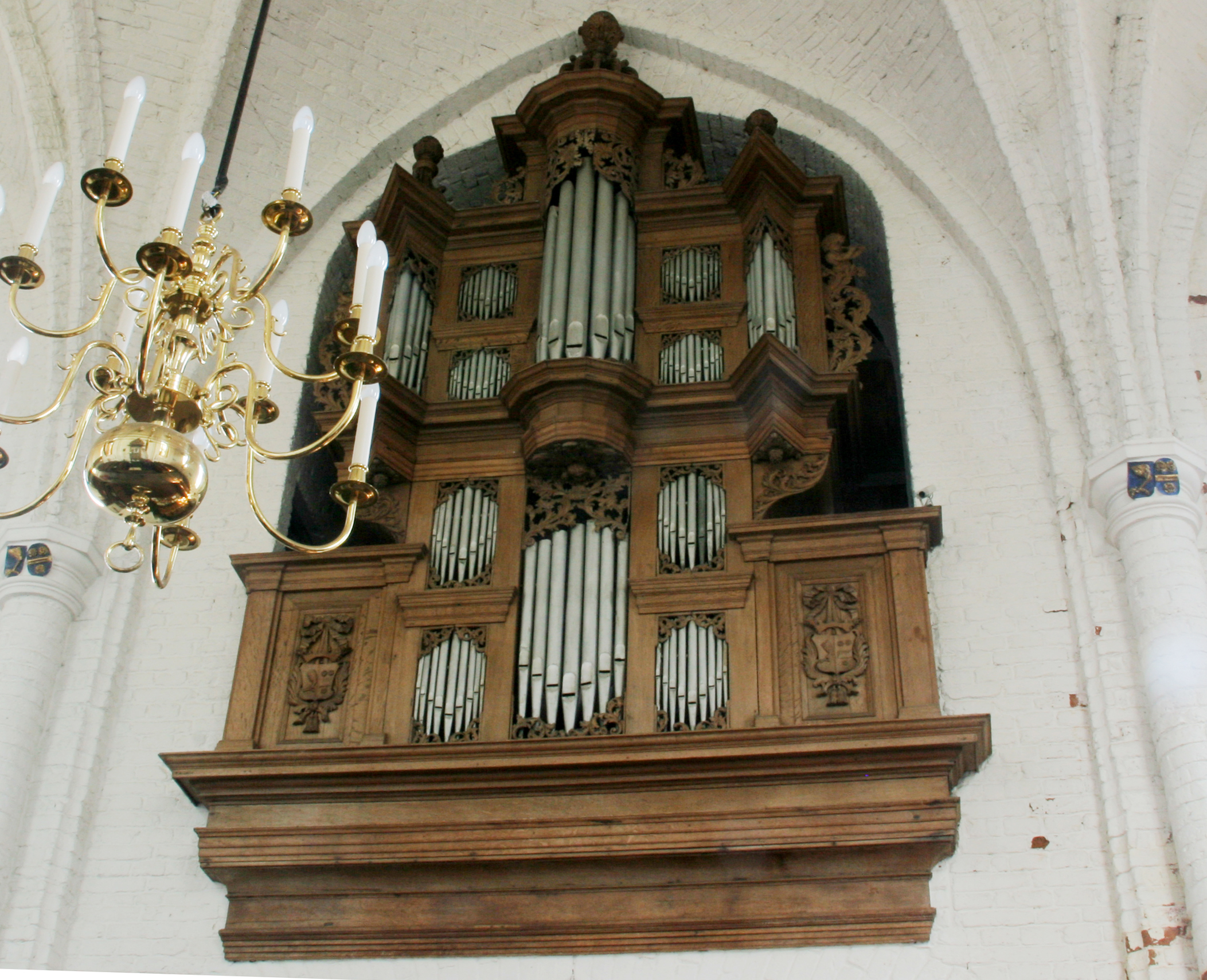
Schnitgerorgel
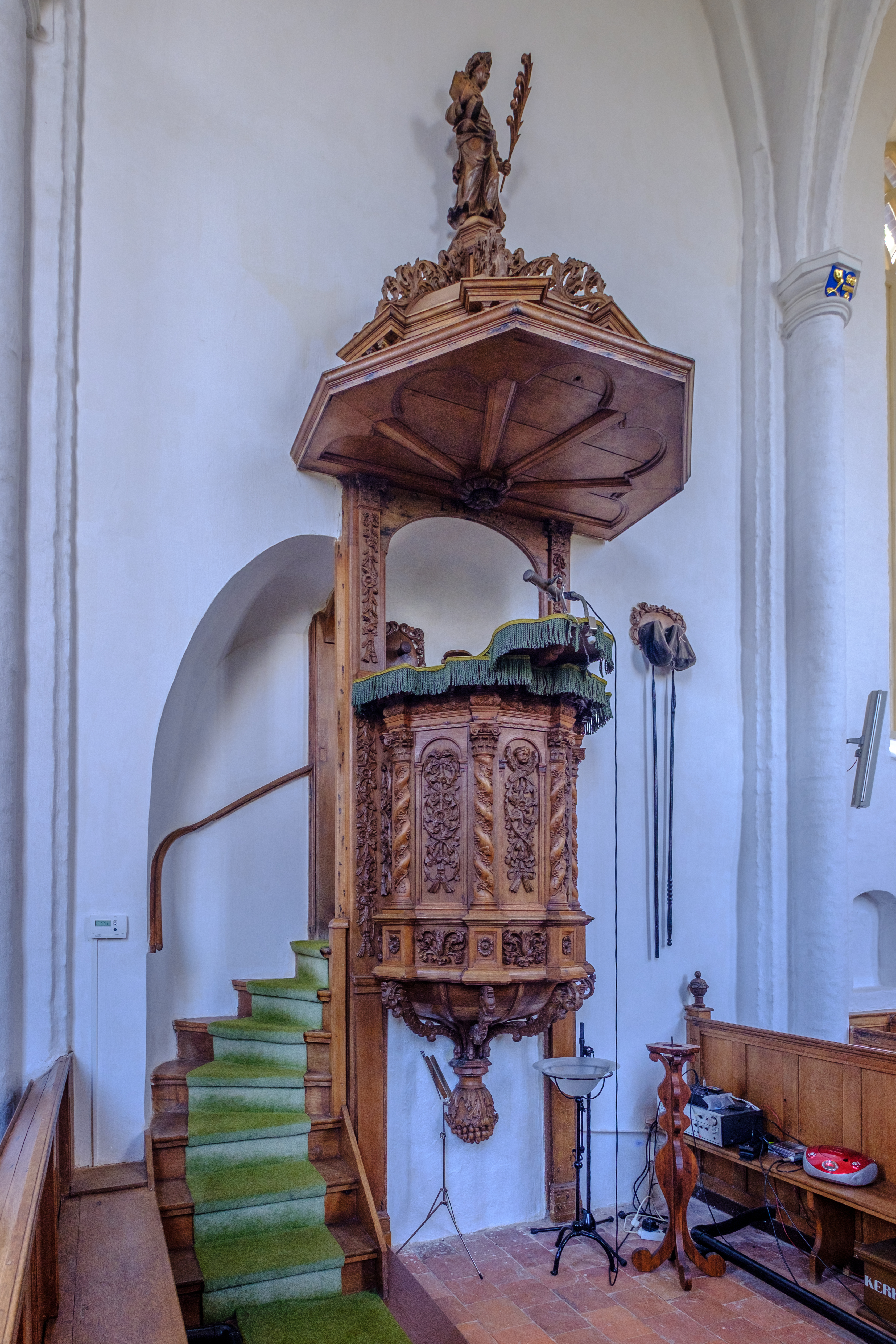
Rijk versierde preekstoel
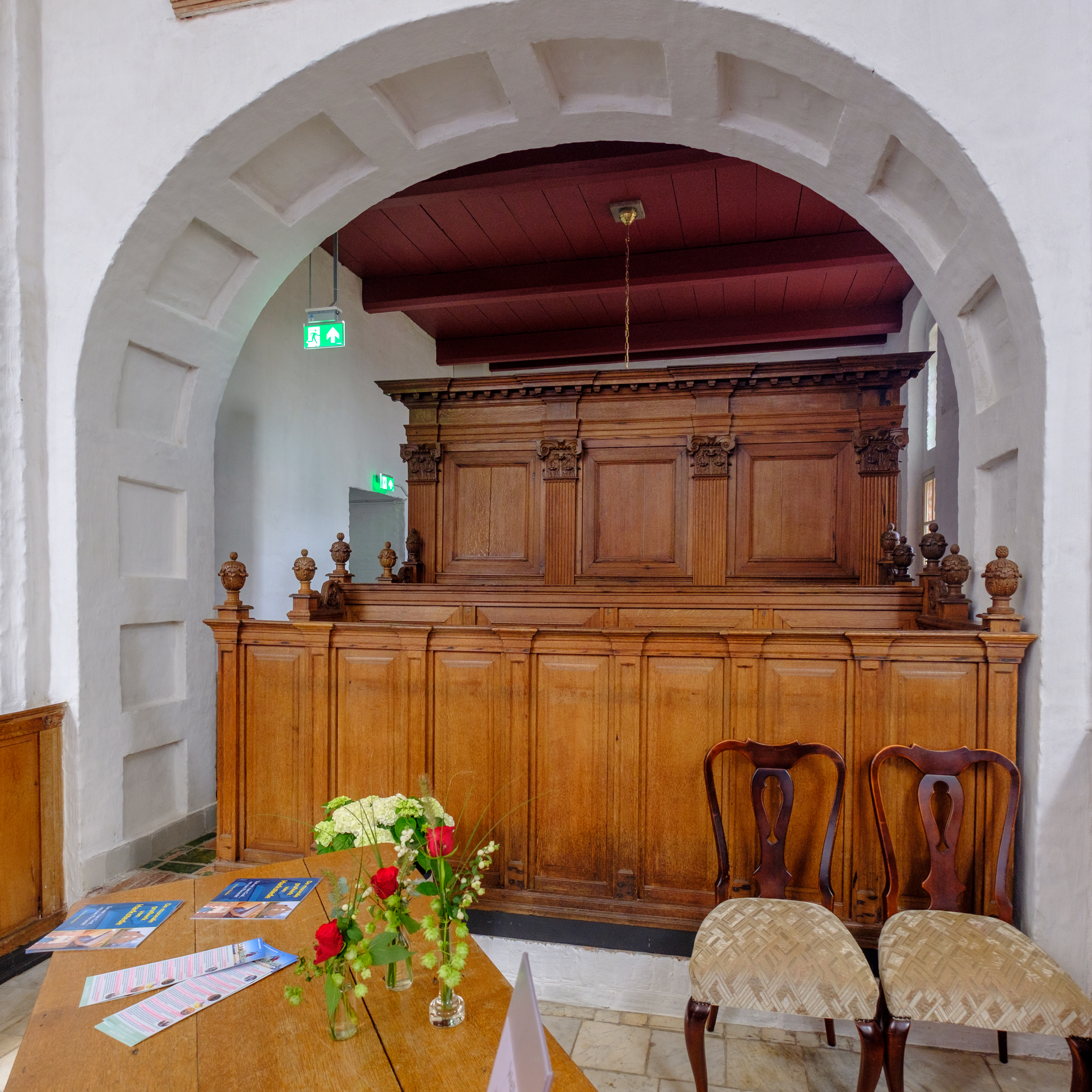
Piccardtbank
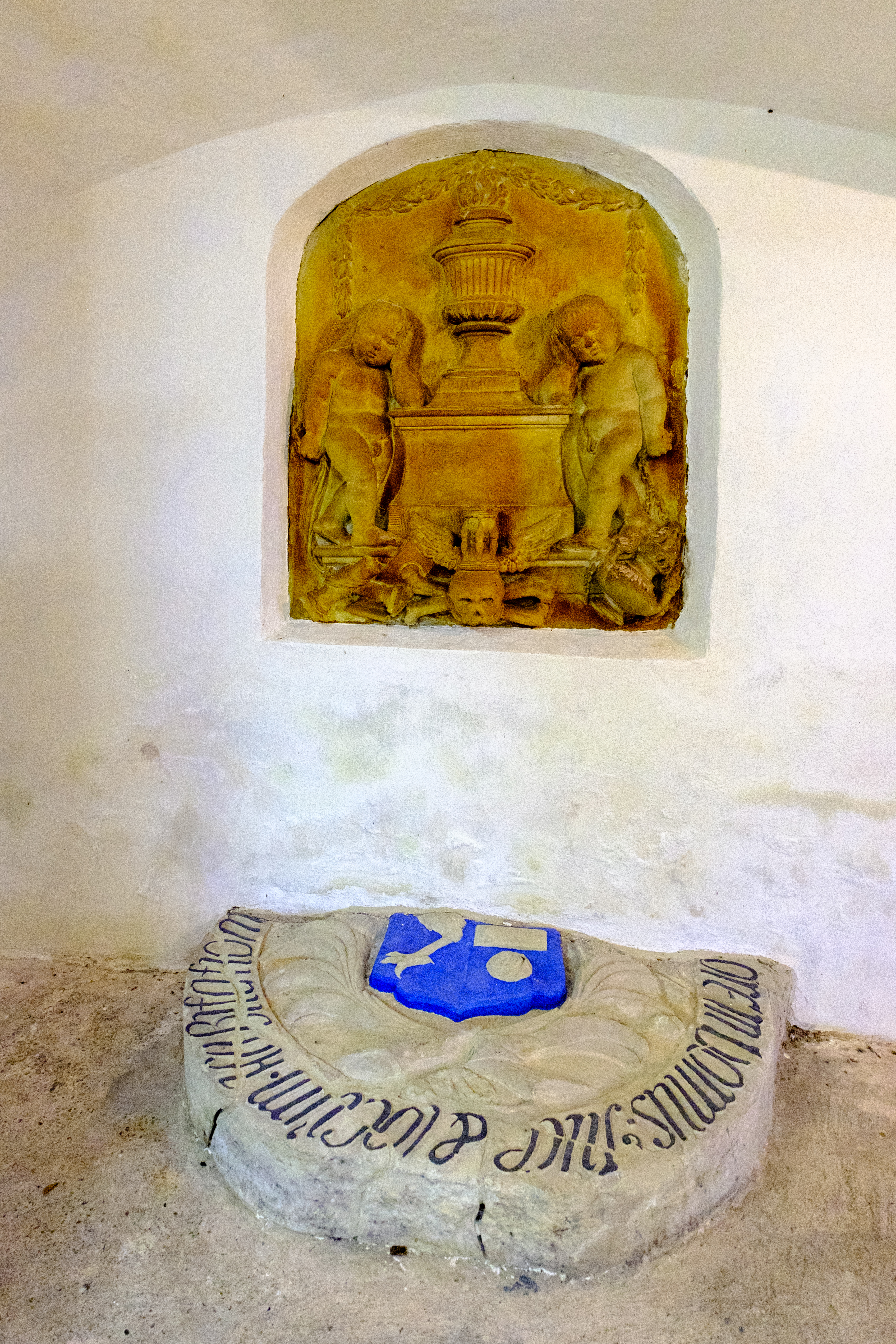
Grafmonumenten: boven symbolen rond dood en vergankelijkheid, beneden een grafzerk met het gedeelde wapen Piccardt-Rengers, dat hier in 1933 werd geplaatst.
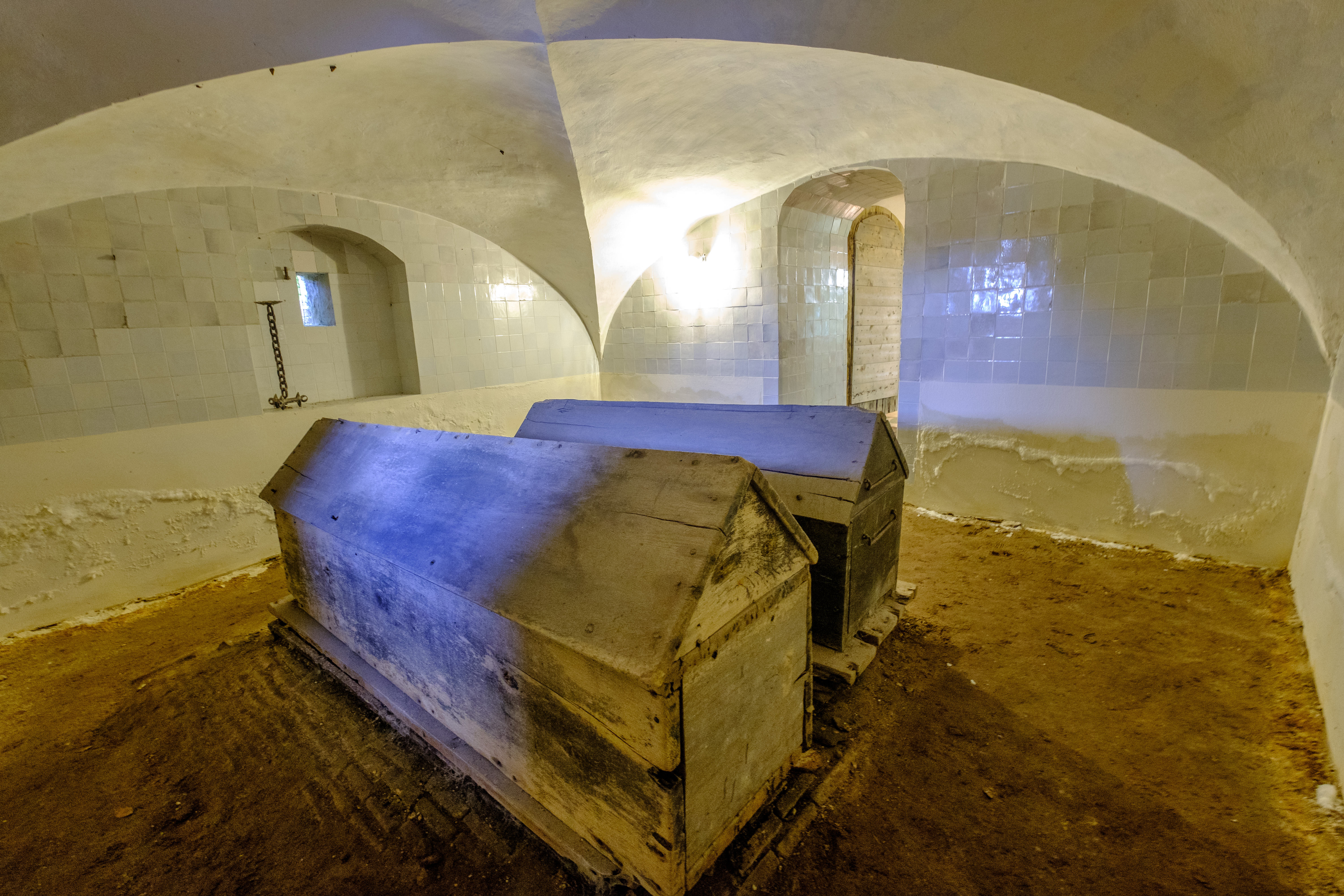
De grafkisten van Henric Piccardt en zijn vrouw Anna Rengers in de grafkelder onder de kerk
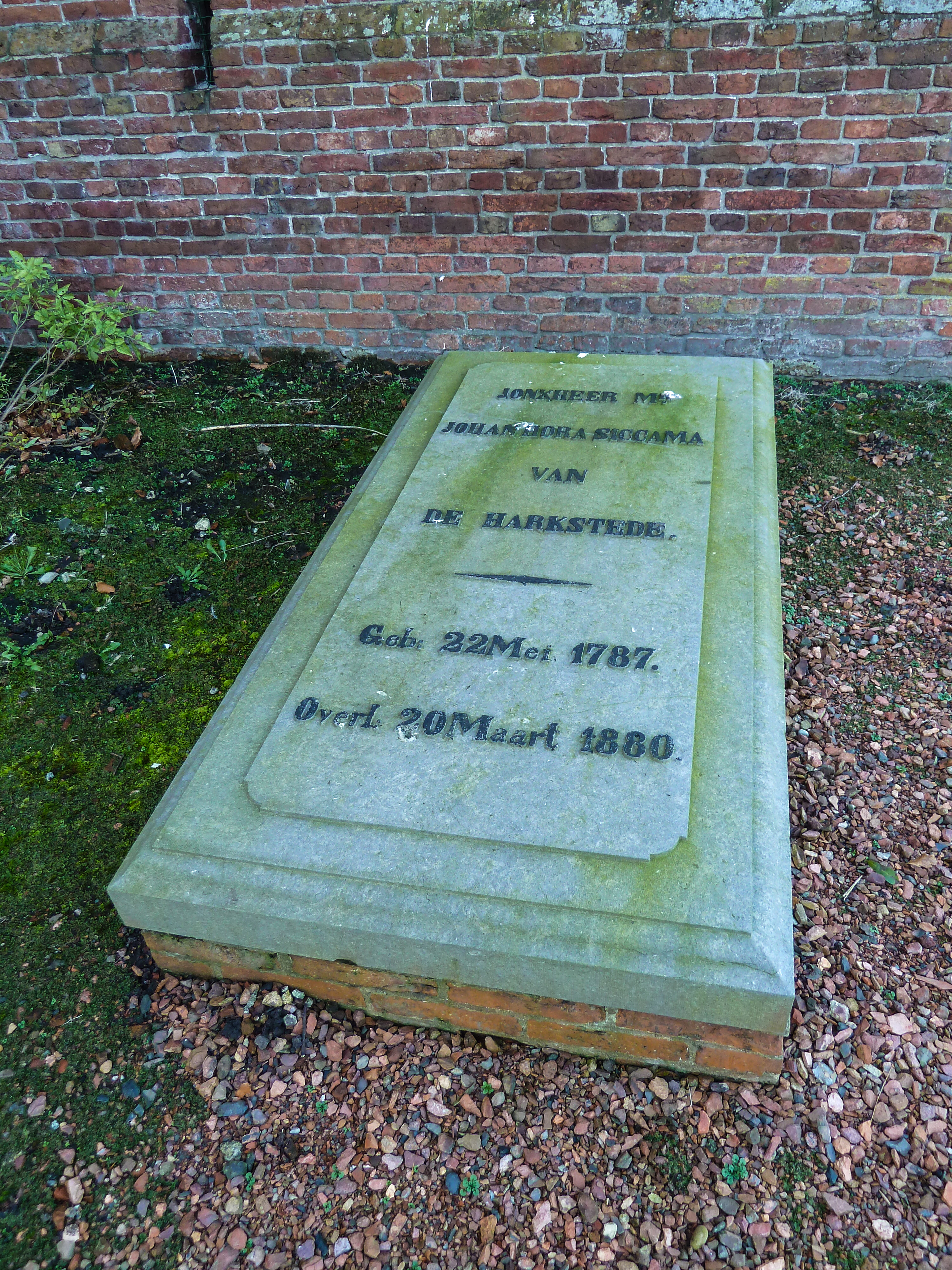
Grafsteen Johan Hora Siccama (1787-1880)
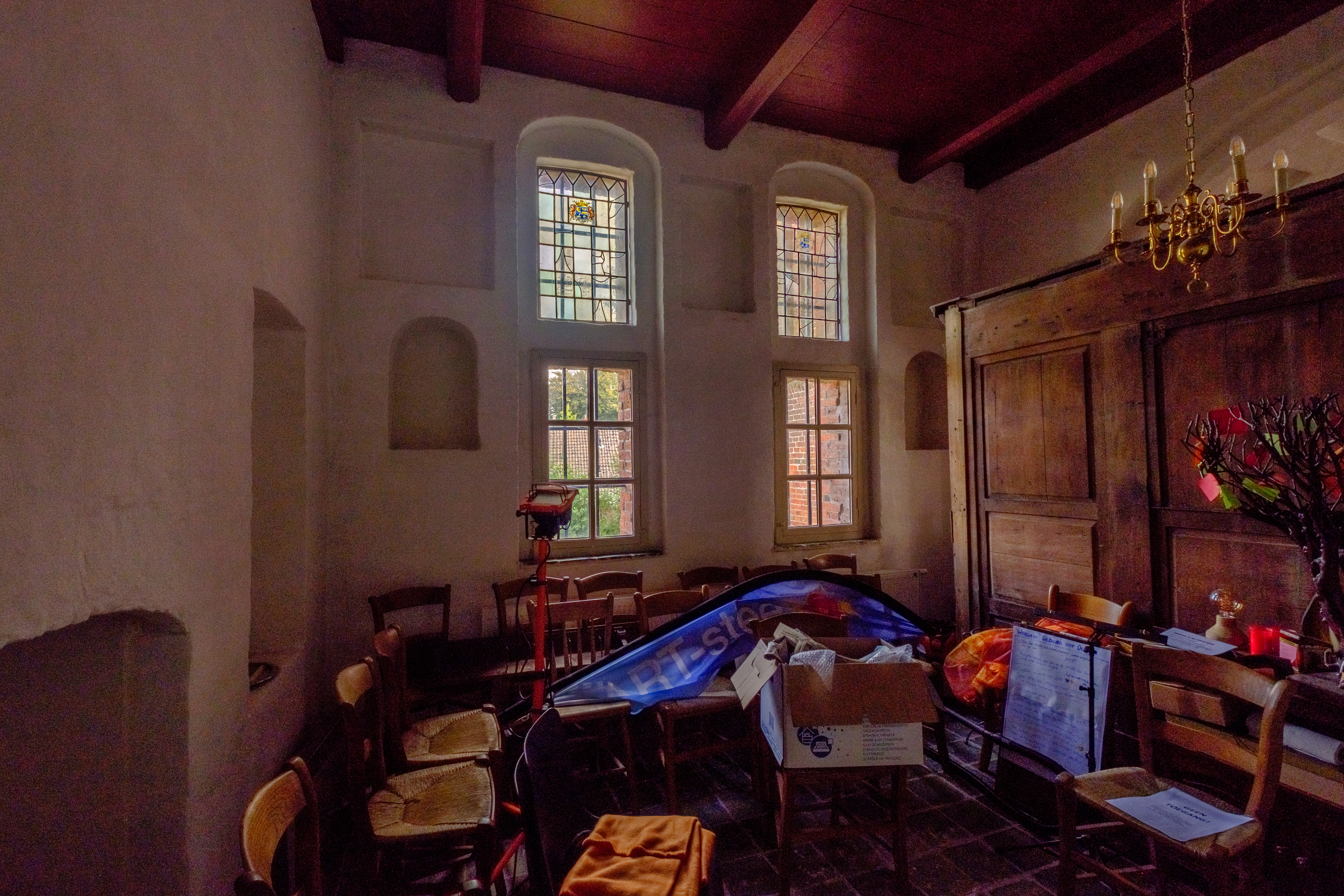
De Piccardtbeuk achter de Piccardtbank, waar het privaat stond